# Santa María de Nieva (Almería)
Santa María de Nieva es una localidad y pedanía española perteneciente al municipio de Huércal-Overa, en la provincia de Almería, comunidad autónoma de Andalucía, incluida por tanto en la comarca del Levante Almeriense. Esta pedanía se encuentra situada a lo largo de la carretera A-327 y a unos nueve kilómetros de la cabecera municipal, siendo sus coordenadas geográficas 37º 27' 44" N y 1º 59' 21" O. Tiene 631 habitantes (INE, año 2022).

## Demografía
| Gráfica de evolución demográfica de Santa María de Nieva entre 1857 y 1857 |
| |
| Población de derecho según los censos de población del INE. Población de hecho según los censos de población del INE.Entre el censo de 1857 y el anterior, aparece este municipio porque se segrega del municipio Huércal Overa. Entre el censo de 1860 y el anterior, este municipio desaparece porque se integra en el municipio Huércal Overa. |

Datos de población de los últimos años, según el INE español:
| Gráfica de evolución demográfica de Santa María de Nieva entre 2000 y 2022 |
|                                                                            |
| Datos según el nomenclátor publicado por el INE.                           |